# Boxer (album)
Boxer è il quarto album discografico del gruppo musicale statunitense indie rock dei The National, pubblicato il 22 maggio 2007 dalla Beggars Banquet Records.

## Descrizione
Prodotto, come il precedente Alligator, da Peter Katis e dalla stessa band, il disco si avvale della collaborazione di Sufjan Stevens in due tracce.
Il brano Slow Slow contiene lo stesso testo di un'altra canzone della band, 29 Years, inserita nell'album The National.
Dall'album sono stati estratti 3 singoli: Mistaken for Strangers (aprile 2007, nei formati vinile 7" e CD), Apartment Story (novembre 2007, solo in formato 7") e Fake Empire (giugno 2008, solo digitale).
Un film-documentario intitolato A Skin, A Night è stato pubblicato circa un anno dopo il disco e contiene delle registrazioni relative al processo di realizzazione dell'album stesso. Il film è stato diretto da videomaker indipendente Vincent Moon.
La foto in copertina del disco è stata scattata da Abbey Drucker mentre il gruppo suonava il brano The Geese of Beverly Road, tratto da Alligator, al matrimonio del produttore Peter Katis.

## Accoglienza
È stato nominato miglior disco del 2007 ed al 20º posto tra i cinquanta del decennio 2000-2009 dal mensile statunitense Paste. La rivista italiana Il Mucchio Selvaggio lo ha inserito tra i 100 dischi più rappresentativi del decennio 2001-2010.
Per quanto riguarda le vendite, l'album ha esordito alla posizione #68 della Billboard 200. Al 2010 il disco ha venduto circa 300 000 copie nel mondo.

## Tracce
Tutti i brani sono scritti dal gruppo, tranne dove indicato.
1. Fake Empire - 3:25
2. Mistaken for Strangers - 3:30
3. Brainy (The National, Carin Besser) - 3:18
4. Squalor Victoria - 2:59
5. Green Gloves - 3:39
6. Slow Show - 4:08
7. Apartment Story - 3:32
8. Start a War - 3:16
9. Guest Room - 3:18
10. Racing Like a Pro - 3:23
11. Ada (The National, Carin Besser) - 4:03
12. Gospel (The National, Carin Besser) - 4:29

Tracce aggiuntive presenti nell'edizione giapponese
1. Blank Slate - 3:17
2. Santa Clara - 4:06

## Formazione
Gruppo
- Matt Berninger - voce
- Aaron Dessner - chitarra, basso, piano
- Bryce Dessner - chitarra
- Scott Devendorf - basso, chitarra
- Bryan Devendorf - batteria

Collaboratori
- Tim Albright - trombone
- Thomas Bartlett - tastiere
- Carin Besser, Pauline de Lassus, Marla Hansen - voci
- Rachael Elliott - fagotto
- CJ Camerieri - tromba
- Ha-Yang Kim - violoncello
- Padma Newsome - viola, violino, organo
- Sara Phillips - clarinetto
- Alex Sopp - flauto
- Sufjan Stevens - piano in Racing Like a Pro e Ada
- Jeb Wallace - corno francese